# معرض الترفيه الإلكتروني 2013
معرض الترفيه الإلكتروني 2013 (بالإنجليزية: E3 2013)‏ هو معرض الترفيه الإلكتروني التاسع عشر الذي أقيم. أقيم الحدث في مركز مؤتمرات لوس أنجلوس في لوس أنجلوس، كاليفورنيا. بدأ المعرض في 11 يونيو 2013، وانتهى في 13 يونيو 2013، بإجمالي حضور 48200 شخص.
تضمنت النقاط البارزة الرئيسية تفاصيل اثنين من وحدات التحكم الرئيسية من الجيل التالي، إكس بوكس ون من مايكروسوفت وبلاي ستيشن 4 من سوني، بالإضافة إلى كشف نينتندو عن سوبر ماريو 3دي ورلد وماريو كارت 8 وسوبر سماش برذرز فور نينتندو 3دي إس و وي يو.

## المؤتمرات الصحفية
استضافت كل من كونامي ومايكروسوفت وإلكترونيك آرتس ويوبي سوفت وسوني مؤتمرات صحفية أثناء المؤتمر. ومع ذلك، اتخذت نينتندو نهجًا مختلفًا من خلال عدم عقد مؤتمر صحفي تقليدي. بدلاً من ذلك، عقدت نينتندو "عددًا قليلاً من الأحداث الصغيرة التي تركز بشكل خاص على تشكيلة برامجنا"، وبثت حلقة خاصة من نينتندو دايركت للتركيز على الإصدارات القادمة في الولايات المتحدة وكشف النقاب عن الألعاب الجديدة.

### كونامي
عقدت شركة كونامي عرضها السنوي الثالث قبل إي ثري في 6 يونيو. عرض العرض الذكرى الأربعين للشركة ومبادرة دانس دانس ريفولوشن: كلاسرووم إديشن، قبل تقديم تحديثات حول إصدارات الألعاب القادمة. وشمل ذلك ألعاب كاسلفينيا: لوردز أوف شادو 2 وبرو إفولوشن سوكر 2014 وميتال غير سوليد 5: ذا فانتوم بين.

### مايكروسوفت
انعقد المؤتمر الصحفي لشركة مايكروسوفت في 10 يونيو في الساعة 9:30 صباحًا. أعلنت الشركة عن تاريخ إصدار نوفمبر 2013 لنظام إكس بوكس ون، بسعر 499 دولارًا. تم الكشف عن مجموعة البرامج أيضًا، بما في ذلك ديد ريسنج 3 وكوانتم بريك ورايس: سن أوف روم والجزء التالي من هيلو، تم الكشف لاحقًا على أنها هيلو 5: غارديانز.
نشأ الجدل أثناء عرض مايكروسوفت لكيلر إنستنت عندما ظهرت إشارة واضحة إلى الاغتصاب بين المتظاهرين على خشبة المسرح. اعتذرت شركة مايكروسوفت لاحقًا عن الحادث وذكرت أن الملاحظات لم تكن مكتوبة.

### إلكترونيك آرتس
عقد المؤتمر الصحفي لشركة إلكترونيك آرتس في 10 يونيو في تمام الساعة 1:00 ظهراً. ومن بين الألعاب الجديدة التي تم عرضها، لعبة السباق نيد فور سبيد ريفالز ومحاكاة الباركور ميرورز إدج كاتالايست وألعاب الرماة من منظور الشخص الأول باتلفيلد 4 وتيتانفال. أعلنت إي أيه سبورتس عن عدد من الإصدارات الجديدة، مثل مادن إن إف إل 25 وإن بي إيه لايف 14 وفيفا 14 وإن إتش إل 14 وإي أيه سبورتس يو إف سي.

### يوبي سوفت
انعقد المؤتمر الصحفي لشركة يوبي سوفت في 10 يونيو الساعة 3:00 مساءً. تضمنت ألعاب المغامرات والحركة القادمة واتش دوغز والتسلسل التالي أساسنز كريد 4: بلاك فلاغ وتوم كلانسي سبلينتر سيل: بلاكليست. كما تم الإعلان عن سلسلتين جديدين - ذا كرو وذا ديفيجن -.

### سوني
تم عقد المؤتمر الصحفي لشركة سوني في 10 يونيو الساعة 6:00 مساءً. تم عرض جهاز بلاي ستيشن 4 علنًا لأول مرة بسعر 399 دولارًا أمريكيًا. تضمنت مجموعة البرامج إنفيموس: سكند سن وذا أوردر: 1886 وكيل زون: شادو فول. كما تم تقديم ألعاب جديدة لجهاز بلاي ستيشن 3، مثل غران تورزمو 6 وبيوند: تو سولز وذا لاست أوف أس.

### نينتندو
تم بث إصدار إي ثري من نينتندو دايركت في 11 يونيو الساعة 7:00 صباحًا. عرضت نينتندو لأول مرة مقطعًا دعائيًا جديدًا لألعاب نينتندو 3دي أس بوكيمون إكس واي. بعد ذلك، ركزت نينتندو في الغالب على عرض ألعاب وي يو القادمة. عرضت نينتندو بعض العناوين الرقمية وشركات الطرف الثالث القادمة إلى وي يو، والمزيد حول الألعاب التي تم الإعلان عنها مسبقًا مثل إكس وذا واندر فول 101 وذا ليجند أوف زيلدا: ذا ويند وايكر إتش دي ولقطات اللعب الأولى من بايونيتا 2. من بين الألعاب الجديدة التي تم الإعلان عنها للوي يو، الإصدارات الجديدة من سوبر سماش برذرز: سوبر سماش برذرز فور نينتندو 3دي أس وسوبر سماش برذرز فور وي يو وسوبر ماريو 3دي ورلد وماريو كارت 8 ودونكي كونغ كانتري: تروبيكال فريز.

## قائمة الشركات المشاركة في المعرض
هذه قائمة بأهم شركات ألعاب الفيديو الذين ظهروا في معرض الترفيه الإلكتروني 2013.
| - 505 غيمز - أكتيفجن بليزارد - أتلس - بيثيسدا - كابكوم | - سي دي بروجكت ريد - ديب سيلفر - ديزني - إلكترونيك آرتس - كونامي | - مايكروسوفت - نامكو بانداي غيمز - نينتندو - سيجا - سوني | - سكوير إنكس - تيكمو كوي - يوبي سوفت - وارنر برذرز - إكسيد غيمز |